# Iridinidae
Iridinidae је породица средњих слатководних шкољки из реда Unionoida. 

## Класификација
Признате су две потпородице.

### AspathariinaeModell, 1942
- Aspatharia Bourguignat, 1885
- Chambardia Bourguignat in Servain, 1890
- Moncetia Bourguignat, 1885

### IridininaeSwainson, 1840
- Chelidonopsis Ancey, 1887
- Mutela Scopoli, 1777
- Pleiodon Conrad, 1834

## Синоними
- Mutelidae Swainson, 1840